# Pichincha (provins)
Pichincha är en provins i norra Ecuador. Den administrativa huvudorten är Quito. Befolkningen beräknas till 2 417 116 invånare på en yta av 9 484 kvadratkilometer.

## Administrativ indelning
Provinsen är indelad i åtta kantoner:
- Cayambe
- Mejía
- Pedro Moncayo
- Pedro Vicente Maldonado
- Puerto Quito
- Quito
- Rumiñahui
- San Miguel de Los Bancos